# James Lynch
Pour les articles homonymes, voir Lynch.
 (février 2018).
Si vous disposez d'ouvrages ou d'articles de référence ou si vous connaissez des sites web de qualité traitant du thème abordé ici, merci de compléter l'article en donnant les références utiles à sa vérifiabilité et en les liant à la section « Notes et références ».
James Lynch est le guitariste du groupe de punk celtique Dropkick Murphys. Ancien du groupe Ducky Boys il remplace l'ancien guitariste de DKM Rick Barton.